# いわき市フラワーセンター
いわき市フラワーセンター（いわきしフラワーセンター）は、福島県いわき市にあるいわき市立の植物園である。

## 概要
1975年開園。指定管理者制度により常磐開発株式会社が管理運営を行っている（2009年度（平成21年度）までは財団法人いわき市公園緑地観光公社が管理運営）。
JRいわき駅から北東に約6kmの石森山の中腹に位置し、1年を通して約600種類・5万本の様々な植物を敷地面積約260,866.62m2の広大な園内で見物することができる。
また園内には風力発電施設や太陽光発電施設も存在する。

## 開園時間
- 園内：9時 - 17時
- 展示温室：9時 - 16時30分
- レストハウス：9時 - 16時30分
- フラワーライフ館：9時 - 17時

## 入園料
- 入園料は無料。

## 休園日
- 毎週火曜日（祝日の場合は翌日）
- 年末年始

## アクセス
- 常磐自動車道 いわき中央ICから約30分。
- いわき駅から車、タクシーで約20分。

## 企画
年間を通して様々な企画展や講習会・教室などが開かれている。スプリングフェスティバルやサマーフェスティバルなどの季節限定の展示・体験イベント、内部講師や外部講師による植物の育て方やアート教室など多様なジャンルの講習会が催されている。